# Antonio Catara Lettieri
Antonio Catara Lettieri (Messina, 1809 – Messina, 1884) è stato un filosofo italiano.

## Biografia
Professore di diritto naturale ed etica all'Università di Messina, fu presidente della Real Accademia Peloritana dei Pericolanti. Molto apprezzato da Terenzio Mamiani, Vincenzo Gioberti e Pasquale Galluppi, fu sepolto nel famedio del cimitero monumentale di Messina. La città natale ha intitolato al suo nome una via cittadina.

## Principali pubblicazioni
- Sul sensualismo. Dissertazione, Messina, Stamp. T. Capra all'insegna di Maurolico, 1839.
- La fisiologia calunniata di materialismo, Messina, M. Nobolo, 1842.
- La potenza del pensiero. Opera composta per la gioventu siciliana, Palermo, Stamp. M. Console, 1849.
- Scritti varii di etica e di diritto naturale, Messina, Stamp. A. D'Amico, 1858.
- Sull'intuito. Dialoghi filosofici, Messina, Stamperia ant. D'Amico Arena, 1860.
- L'omu nun avi l'usu di la ragiuni. Cicalata di lu professuri cav. A. Catara- Lettieri, Messina, Tip. D'Amico, 1869.
- Introduzione alla filosofia morale e al diritto razionale, Messina, Tip. D'Amico, 1872.
- Introduzione alla cognizione del dovere. Poche nozioni dirette all'operaio e ad ogni classe di cittadini, Messina, Tip. D'Amico, 1877.
- Ricordi storici intorno al movimento filosofico nella prima metà del secolo XIX in Sicilia, Messina, Tip. D'Amico, 1881.